# Striga primuloides
Striga primuloides är en snyltrotsväxtart som beskrevs av A. Chevalier. Striga primuloides ingår i släktet Striga och familjen snyltrotsväxter. Inga underarter finns listade i Catalogue of Life.